# Вазири, Милад
Милад Вазири Теймурлуеи (перс. میلاد وزیری تیمورلوئی‎; род. 9 июня 1988) — иранский лучник, специализирующийся в стрельбе из олимпийского лука. Участник Олимпийских игр.

## Биография
Милад Вазири родился 9 июня 1988 года.
У него есть дочь, которая родилась в 2017 году.

## Карьера
В 2007 году Милад Вазири принял участие на чемпионате мира в Лейпциге, где занял 46-е место в индивидуальных соревнованиях и стал 32-м в команде.
На чемпионате мира 2009 года в Ульсане иранец занял 55-е место в индивидуальном первенстве и двадцатое в команде.
Принял участие на Олимпийских играх 2012 года в Лондоне, где проиграл на стадии 1/32 финала.
В 2018 году Вазири принял участие на Азиатских играх в Джакарте, став лишь 69-м в индивидуальном первенстве, но в команде Иран вышел в четвертьфинал.
В 2019 году принял участие на третьем для себя чемпионате мира в Хертогенбосе, где проиграл в первом раунде плей-офф, став 57-м. В командном турнире Иран уступил на стадии 1/16 финала. На чемпионате Азии в Бангкоке иранский лучник выбыл в личном первенстве на стадии 1/32 финала, а мужская сборная проиграла в 1/8 финала.
В 2020 году получил травму плеча.
В 2021 году Милад Вазири стал 63-м в предварительном раунде на Олимпийских играх в Токио, в первом же матче плей-офф попав на действующего чемпиона мира американца Брейди Эллисона, которому проиграл 0:6.